# 어깨목뿔근
어깨목뿔근(omohyoid muscle), 또는 견갑설골근(肩胛舌骨筋)은 목뿔뼈를 누르는 근육이다. 목 앞쪽에 위치하며 중간의 힘줄에 의해 분리된 2개의 힘살로 이루어져 있다. 어깨목뿔근은 몸쪽에서는 어깨뼈에, 먼쪽에서는 목뿔뼈에 부착되어 목뿔뼈를 안정하게 한다. 위힘살(superior belly)은 복장방패근(sternothyroid muscle)과 방패목뿔근(thyrohyoid muscle)보다 가쪽에 있어, 4개의 목뿔아래근육(infrahyoid m.)들 중에서 가장 가쪽에 위치하는 근육이다.

## 구조
어깨목뿔근은 어깨뼈의 위쪽 경계에서 일어나 목뿔뼈의 몸통의 아래쪽 경계에 닿는다.
어깨목뿔근은 위힘살과 아래힘살, 두 개의 힘살로 나누어진다.
- 아래힘살은 납작하고 좁은 근육다발이며 목의 아래쪽 부분을 앞으로 주행하며 약간 위쪽으로 기울어져 있다. 이후 섬유질 성분이 되어 주행하여 빗장뼈까지 닿는다. 그런 다음 목빗근(sternocleidomastoid muscle) 뒤를 지나면서 힘줄이 되고, 이때 둔각을 이루며 주행 방향을 바꾼다.

- 위힘살은 복장목뿔근(sternohyoid muscle)의 가쪽 경계 가까이에서 수직으로 위를 향해 주행한다. 이후 복장목뿔근의 닿는곳 바로 가쪽인 목뿔뼈 몸통 아래쪽 경계에 닿는다.

이 근육의 위힘살과 아래힘살 중간에 위치한 중간힘줄(central tendon, intermediate tendon)은 길이와 형태가 매우 다양하며 깊은목근막에 감싸져 제자리에 고정되어 있다. 깊은목근막은 아래로 연장되어 빗장뼈와 첫째 갈비뼈에 닿는다. 이로 인해 어깨목뿔근의 각진 형태는 유지된다. 중간힘줄은 속목정맥(internal jugular vein) 위에 있으며 수술 중 이 정맥을 찾는 표지로 사용할 수 있다.

### 변이
일부 사람들의 경우 어깨목뿔근이 두 개거나 완전히 없을 수 있다.  어깨뼈가 아니라 빗장뼈에서 시작할 수도 있다. 
때때로 어깨뼈패임(suprascapular notch)을 가로지르는 위가로어깨인대(superior transverse scapular ligament)에서 일어나며 어깨뼈에 닿기까지의 길이는 수 mm에서 2.5cm까지 다양하다.

### 신경 지배
어깨목뿔근은 목신경얼기(cervical plexus)의 가지인 목신경고리(ansa cervicalis)에 의해 지배된다. 어깨목뿔근의 아래힘살은 목신경고리를 구성하는 3개의 목가지(C1-C3)에 의해 지배를 받는 반면, 위힘살은 첫째 목신경(C1)에 의해서만 지배받는다.

## 목의 구분
어깨목뿔근의 아래힘살은 뒤목삼각(posterior triangle of neck)을 위쪽의 뒤통수삼각(occiptal triangle)과 아래쪽의 빗장위삼각(supraclavicular triangle)으로 나눈다. 어깨목뿔근의 위힘살은 앞목삼각(anterior triangle of neck)을 위쪽의 목동맥삼각(carotid triangle)과 밑쪽의 근육삼각(muscular triangle)으로 나눈다.

## 이름
"omohyoid"라는 이름은 근육이 붙는 곳 중 하나인 어깨를 의미하는 그리스어 단어 "omos"와, 다른 붙는 곳인 목뿔뼈를 의미하는 단어 "hyoid"에서 유래했다.

## 참고 문헌
이 문서는 현재 퍼블릭 도메인에 속하는 그레이 해부학 제20판(1918) page 392의 내용을 기초로 작성된 글이 포함되어 있습니다.